# Banawali
Banawali (Devanagari: बनावली) es un yacimiento arqueológico perteneciente al periodo de la civilización del Valle del Indo en el distrito de Fatehabad, Haryana, India. Está situado a unos 120 km al noreste de Kalibangan y a 16 km de Fatehabad. Banawali, que antes se llamaba Vanavali, está en la orilla izquierda seca del río Sarasvati . En comparación con Kalibangan, que era una ciudad establecida en el valle medio inferior del río seco de Sarasvathi seco, Banawali se construyó sobre el valle medio superior del río Sarasvathi.

## Excavación
Este yacimiento fue excavado por R.S. Bisht (ASI) en 1974. Las excavaciones revelaron la siguiente secuencia de culturas:[3]
- Período I: Prearappa (Kalibangan)(c.2500-2300 a. C.)[1]
  - Periodo IA: Fase de predefensa
  - Periodo IB: Fase de defensa
  - Período IC: Fase de transición (proto-harappanea)
- Período II: Harappea plena (c.2300-1700 a. C.)[1]
- Periodo III: Post-Harappan (Banawali-Bara)(c.1700-1500/1450 a. C.)[1]

Periodo IA: Fase de predefensa

### Período I (c. 2500-2300 a.C.)
En este periodo la casas bien planificadas construidas con ladrillos quemados y moldeados en el horno. La cerámica consistente en vaso y jarra se divide en dos grupos, basados en el diseño general. El conjunto cerámico es muy similar al del periodo Kalibangan I.

### Período II (c. 2300-1700 a.C.)
En este yacimiento se encontró un muro de defensa de más de 105 m de longitud, 4,5 m de altura y 6 m de ancho. Ciudad fortificada bien planificada de estilo Harappa con forma de tablero de ajedrez, que mide 200m x 500m,  Esta zona fortificada constaba de dos áreas adyacentes, una pensada para la clase dirigente y otra para el pueblo llano. En la zona destinada al pueblo llano, las manzanas de casas con vías norte-sur que cortaban en ángulo recto, que además estaban conectadas por calles este-oeste,  reflejando la naturaleza urbana de las calles.  Las casas, construidas a ambos lados de las calles, tenían suelo de tierra apisonada, paredes enlucidas de barro, habitaciones, cocina y aseo. Las casas contaban con instalaciones de almacenamiento, similares a las construcciones sólidas.

### Período III (c.1700-1500/1450BCE)
Este período está representado por la cultura Bara, que puede denominarse como post-Harappa o contemporánea final de Harappa.

## Arquitectura
El estudio arqueológico de la India ha realizado excavaciones en este lugar que han revelado la existencia de una ciudad fuerte bien construida del período Harappa sobre un extenso asentamiento proto-urbano del período pre-Harappa. También se encontró un muro de defensa con una altura de 4,5 m y un grosor de 6 m que se trazó hasta una distancia de 105 m. Las casas, con suelos de tierra apisonada, estaban bien planificadas con habitaciones y aseos y se construían a ambos lados de las calles y caminos. Cerca de la zona sureste de la fortificación, se encuentra un tramo de escaleras que sube desde la «ciudad baja» hasta la acrópolis y que ASI considera una formación importante.

### Casas
En una casa de varias habitaciones con cocina y aseo, se encontraron varios sellos y pesas, lo que indica que el propietario de la casa podría haber sido un comerciante. Una casa más grande reveló un gran número de cuentas de oro, lapislázuli, cornalina, pequeñas pesas y una piedra parecida a la «piedra de toque» con vetas de oro, lo que indica que la casa pertenecía a un joyero o fabricante de adornos.
Varias casas de Banawali muestran evidencias de altares de fuego, que también estaban asociados a estructuras absidales que indicaban fines rituales.

## Artefactos recuperados
Jarras en forma de S, recipientes de cocina, hornos, tandures, ollas de barro pintadas, etc. Los motivos pintados incluyen pavos reales, hojas de pipal, árboles, ciervos, estrellas, peces, flores, círculos entrecruzados, patrones de tablero de ajedrez, patrones de panal. Los sellos Harappaneos llevan imágenes de rinocerontes, cabras salvajes, íbices, unicornios, animales compuestos con cuerpo de tigre. Piezas de oro, cobre, bronce, cuentas de oro, cobre, lapislázuli, brazaletes de conchas, etc.

## Importancia
Entre los dos hallazgos más importantes de 1987-88 se encuentranː
1. La primera es una cerámica gris bruñida decorada con dos motivos bucráneos en aplique, que se asemejan más o menos a las cabezas bovinas similares que aparecen en la pintura de las vasijas prehispánicas de Kot-Diji, Kalibangan, etc.
2. La otra es una figura de arcilla sin cocer que tiene incisiones profundas entrecruzadas en la espalda y en un lado del cuello, lo que le da una apariencia de caballo, ya que la primera puede sugerir la silla de montar y la segunda la crin.[6]

Otros hallazgos son un peine de marfil, un barral de terracota con un asno grabado, figuras humanas —tanto masculinas como femeninas—, un caparazón de tortuga, etc. También se han encontrado numerosos objetos de oro, plata, etc.

## Otras observaciones
Los primeros ladrillos de Banawali tenían la proporción Kalibangan de 3:2:1, pero los ladrillos posteriores tenían la proporción 4:2:1. Se encontró una pesa que pesaba 87,855 gramos, aproximadamente 100 veces 0,857 gramos (un peso más común en Harappa). El muro que rodeaba este sitio probablemente era para hacer frente a las inundaciones del río Sarasvati, y el muro se derrumbó debido a los daños causados por el agua. Se encontraron conchas marinas en Banawali, así como en Harappa, Kalibangan, que están muy lejos de la orilla del mar y tales hallazgos indican el comercio interno entre las regiones durante el período antiguo del Indo.
Se encontró una piedra de toque con vetas de oro, que probablemente se utilizaba para probar la pureza del oro (una técnica que todavía se utiliza en esta zona).
Como es habitual, la mayoría de los hallazgos se han vuelto a enterrar. Sin embargo, un pozo de la época Harappa se ha conservado bien y queda como testimonio de la antigüedad del asentamiento.